# Координаты чудес
«Координаты чудес» (англ. Dimension of Miracles) — иронично-сатирический фантастический роман с элементами абсурдизма Роберта Шекли, написанный в 1968 году. Иногда отдельные части публиковались как самостоятельные рассказы («Планета по смете», «Бельведер» или «Город — мечта, да ноги из плоти»). После визитов в Россию в 1990-х и общения с поклонниками Роберт Шекли решил написать продолжение — «Новое путешествие в координаты чудес».

## Сюжет
У обычного человека Тома Кармоди дома внезапно возникает инопланетный посланец, который предлагает Кармоди отправиться с ним в Галактический центр, чтобы получить Приз, который тот выиграл в лотерею. Прибыв на место, Кармоди попадает в руки к палачу — но это всего лишь ошибка клерка. Клерк вручает Кармоди приз — и тут же обнаруживается новая ошибка: приз выиграл не он, а другой Кармоди с планеты 73С. После продолжительной дискуссии Тому удаётся убедить всех, что и в ошибках бывает свой смысл, и поэтому Приз должен остаться у него. Однако, получив Приз, Кармоди не может попасть домой, так как не знает координат Земли — так называемых «3К планеты»: «Куда? Когда? Которая?».
Клерк Лотереи предлагает наиболее простой вариант решения проблемы: убить Кармоди — но тот с таким вариантом не согласен. Вовлечённые снова обсуждают ситуацию и решают всё-таки помочь Кармоди, для чего отправляют его к Мелихрону — богообразному существу, которое проводит всё время на своей планете, не зная, чем заняться и в чем смысл его жизни. Том выдвигает предположение, что смысл жизни Мелихрона состоит в применении его божественых способностей для оказания помощи тем, кто обращается к нему с такой просьбой — и именно таким посетителем Кармоди и является. Мелихрон соглашается с аргументами Тома, и решает с этой целью переправить его к другому богу — создателю планет Модсли. Мелихрон и хотел бы помочь Кармоди лично — но несмотря на всё его всемогущество, доступное для этого время заканчивается: поскольку Том сейчас находится вне своей привычной среды обитания и тем самым перестал подвергаться обычным земным опасностям, для соблюдения баланса Вселенной в ней возник особый хищник — кармодиед, который объединил собою все опасности, которых Том теперь лишён.
Том перемещается на планету к Модсли. Тот, инспектируя новую планету, даёт своим подручным инструкции по использованию наиболее дешёвых материалов во имя экономии и требует убрать все «излишества». За одно из таких излишеств он принимает Тома, но тому удаётся рассказать свою историю. Модсли припоминает, что он когда-то построил Землю по заказу Господа Бога («высокого бородатого старика с
пронзительным взглядом»). Модсли соглашается отправить Тома на Землю с просьбой передать земному Богу извинения от него и предложение бесплатно переделать всё то, на чём Модсли схалтурил при её создании, поскольку его мучает совесть.
Пока Модсли строит машину перемещения, Тома обманом завлекает его хищник, притворившийся космическим кораблём с посланными спасти Кармоди землянами. В последний момент Модсли спасает Тома и наконец отправляет его на Землю.
Том обнаруживает себя в меловом периоде, где знакомится с говорящей семьёй тираннозавров. Там он вновь сталкивается с кармодиедом в виде налогового агента, но уходит от опасности, распознав обман хищника. После этого он попадает к ещё одному богу-ученому, специалисту по времени, Сизрайту из Всегалактического бюро координат. Тот определяет необходимые временные координаты — но теперь Кармоди предстоит определить, «Которая» из Земель ему нужна.
Сначала Кармоди попадает на Землю, где оказывается в автоматическом городе, который покинули все его жители. Город рад новому человеку и начинает о нём заботиться — но вскоре выясняется причина: город склонен к гиперопеке, и вскоре Кармоди больше не может этого выносить.
Кармоди, постоянно преследуемый кармодиедом, посещает ещё несколько Земель и в конце концов теряет надежду найти «свою», больше не волнуясь о смерти и решая «жить в мгновении».

## Персонажи
- Посланец — принёс Тому сообщение о его выигрыше в лотерею. Также является изобретателем прямоугольника и ромба.
- Клерк — вначале по ошибке чуть не убил Тома, приняв его за преступника, но после вручил ему Приз.
- Лотерейный компьютер — вычислил координаты Тома, но сделал это ошибочно. После выяснения ошибочности заявил, что ошибка — его полное право, ибо право совершать ошибки — самое священное в галактике.
- Кармоди-инопланетянин — настоящий получатель приза, прибыл с планеты 73С, системы ВВ454С252, обладает большой силой, выглядящей подобно магии.
- Приз — живое существо, умеет принимать различные формы, как-то: котелок, флейта, зонтик, монета, змейка, радиоприёмник. Питается собственным будущим, хотя иногда ест орити. Достаточно информирован в различных областях как галактической, так и земной жизни.
- Мелихрон — бог, живёт на планете Лурсис. В своё время провёл на своей планете эволюцию, но разочаровался в жизни. Проводит время в скуке, так как не знает, какова его цель в жизни. Том убеждает Мелихрона, что его цель — помогать тем, кто попадает на его планету. У Мелихрона есть недостаток — хромота, и этот недостаток проявляется во всех его творениях.
- Кармодиед — хищник, появившийся из-за того, что Кармоди ушёл от привычных земных опасностей, а к галактическим он не восприимчив. Он появлялся в образах космического корабля, налогового инспектора и подземного перехода, и каждый раз старался хитростью заставить Кармоди зайти к нему в пасть, а 2 раза это ему почти удалось. Он отстал от Тома лишь тогда, когда тот прибыл на свою Землю.
- Модсли — инженер, строитель планет и многого другого. Показан как довольно беспринципный бизнесмен, готовый облучить целую планету радиацией, чтобы сэкономить на солнце. Достаточно добр, помогает Тому, а когда тот был без сознания, был готов заплатить любые деньги, чтобы его спасти. По совпадению именно Модсли построил Землю. Тогда же он изобрёл науку, чтобы объяснить недоработки. Сейчас, вспоминая тот случай, он немного стыдится и хочет исправить проблемы, но Бог (старик с бородой, заказчик нашей планеты) не идёт на контакт.
- Орин и Бруксайд — помощники Модсли, которых тот считает глупыми, но на самом деле они неплохие, хотя несколько неэкономные, инженеры.
- Борг — тираннозавр, которого встретил Том. Рассказал о проблемах в обществе тираннозавров, которые оказались такими же, как и в человеческом — урбанизация, теснота на дорогах и т. д.
- Клайд Бидл Сизрайт — представитель компании «Всегалактическое Бюро Координат», с помощью которого Том перемещается между различными мирами. Сизрайт предстаёт перед Томом в виде джентльмена в цилиндре, как будто вышедшего из викторианской эпохи. По его словам, он так сделал для того, чтобы успокоить Тома, хотя вначале это его лишь разозлило.
- Беллуэзер (в других переводах Бельведер, Яснопогодск) — идеальный город из одной из параллельных земель. Постоянно заботился о Кармоди, чем довёл того до бешенства.